# Syringaldehyd
Syringaldehyd, seltener auch Syringaaldehyd (3,5-Dimethoxy-4-hydroxybenzaldehyd, FEMA 4049) ist eine organisch-chemische Verbindung mit der Summenformel C9H10O4. Es ist ein Derivat des Benzaldehyds mit einer zusätzlichen Hydroxy- und zwei Methoxygruppen als Substituenten. Der Name des Aldehyds stammt von der lateinischen Bezeichnung des Flieders (Syringa).

## Geschichte und Vorkommen
Der Aldehyd wurde erstmals 1889 aus dem im Flieder Syringa vulgaris vorkommenden Glucosid Syringin durch Oxidation und Hydrolyse gewonnen. Syringaldehyd kommt natürlich auch in Ananas, der Kokospalme, Echtem Koriander, Walnüssen, Tomaten, Mais, Roteichen, Sägepalmen, Gewürzvanille, Weinreben, Bier, Weinbrand, Rum, vielen verschiedenen Whisky-Sorten, Sherry, gerösteter Gerste und Hartholzrauch vor.

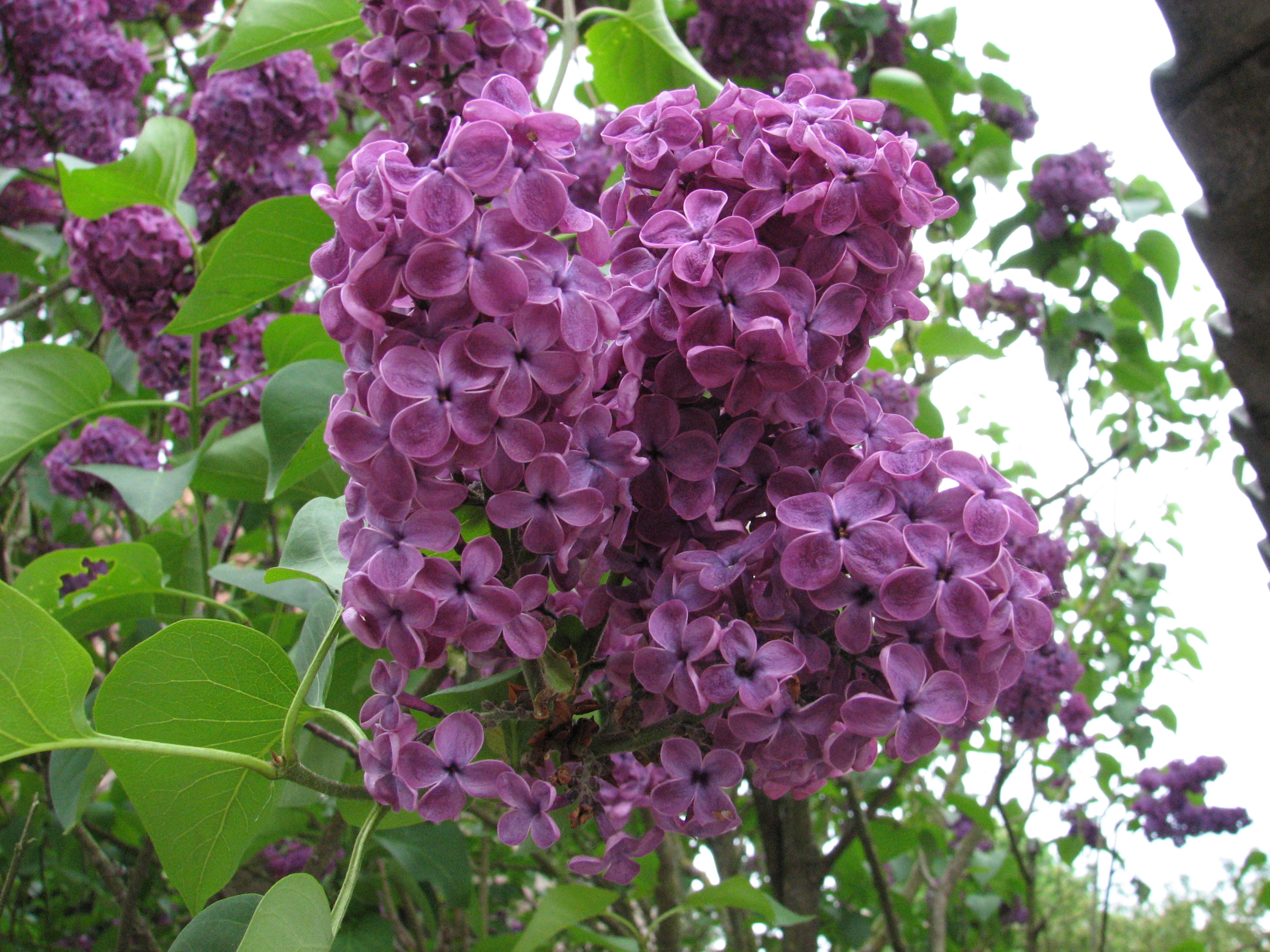
Gemeiner Flieder
Strukturformel von Syringin (β-D-Glucosid des Sinapylalkohols)

## Gewinnung und Darstellung

### Natürliche Quellen
Syringaldehyd entsteht – oft neben erheblichen Mengen Vanillin – beim oxidativen Abbau von Lignin, allerdings mit stark schwankenden Ausbeuten, die entscheidend von der verwendeten Biomasse und den Reaktionsbedingungen abhängen.

### Chemische Synthesen
Auf chemischem Wege kann Syringaldehyd durch Reaktion von Vanillin mit Iod zum 5-Iodvanillin und nucleophiler Substitution des Iods durch eine Methoxygruppe in Gegenwart eines Kupfer-Katalysators dargestellt werden. Wesentlich wirtschaftlicher ist der Weg über 5-Bromvanillin, das aus Vanillin entweder durch vollständige Bromierung in Gegenwart eines  Imids in zweiphasigem wässrig organischem Lösungsmittelgemisch und Rückoxidation von HBr mit Chlor oder homogen in 95%iger Ausbeute in Methanol erhältlich ist. Brom-Methanol-Gemische sind allerdings selbst reaktiv.
Der Austausch des Bromatoms gegen eine Methoxygruppe gelingt durch Elektronentransferkatalyse durch Kupfersalze unter vergleichsweise milden Reaktionsbedingungen (3 Stunden bei 125 °C) in Methanol/Natriummethanolat im Autoklaven unter Katalyse mit einem System aus basischem Kupfercarbonat und Kohlendioxid in 99%iger Ausbeute. oder in Dimethylformamid mit Natriummethanolat mit Kupfer(I)-chlorid in einer Gesamtausbeute von 86 % bezüglich Vanillin. Einfachere, drucklose Reaktionsführung der Übergangsmetall-induzierten nucleophilen Substitution erlaubt erst der Einsatz von Kupfer(I)komplexen in DMF.
Alternativ ist Syringaldehyd durch regioselektive Demethylierung von 3,4,5-Trimethoxybenzaldehyd im Sauren mit Schwefelsäure in 96%iger Ausbeute, mit Aluminiumchlorid in 95%iger Ausbeute  und im Basischen mit wässrigem Dimethylamin unter Druck in 72%iger Ausbeute zugänglich.
Ebenfalls möglich ist die Synthese durch die Duff-Reaktion.
Ausgehend von dem industriell verfügbaren p-Kresol wird Syringaldehyd in einer dreistufigen Synthese über 2,6-Dibrom-4-methylphenol (96,5 % Ausbeute), 2,6-Dimethoxy-4-methylphenol (84 %) und Oxidation der Methylgruppe (91 %) in einer Gesamtausbeute von 63 bis 67 % erhalten.

## Eigenschaften

### Physikalische Eigenschaften
Syringaldehyd ist ein in blassgelben Nadeln kristallisierender Feststoff, der nahezu unlöslich in Wasser ist sich aber in Ethanol, Diethylether und Eisessig löst. Es schmilzt bei 110–113 °C und siedet bei 192–193 °C bei Unterdruck (19 hPa).

### Chemische Eigenschaften
Die Substanz leitet sich strukturell sowohl vom Benzaldehyd als auch vom Syringol (2,6-Dimethoxyphenol) ab. Infolge seines bifunktionalen Charakters ist Syringaldehyd sehr reaktionsfreudig. Durch Veretherung, Veresterung oder Aldolkondensation sind sehr viele Derivate synthetisierbar.
Der pKs-Wert der phenolischen OH-Gruppe des Syringaldehyds beträgt 7,0 ± 0,2. Dieser Wert ist gegenüber dem Syringol mit 9,98 deutlich niedriger. Die elektronenziehende Aldehydgruppe erhöht durch ihren −M-Effekt die OH-Acidität; die phenolische OH-Bindung wird zunehmend polarisiert. Ähnlich verhält es sich im Vergleich von 4-Hydroxybenzaldehyd mit einem pKs-Wert von 7,66 zu Phenol mit 9,99, sowie von Vanillin mit einem pKs-Wert von 7,40 zu Guajacol (2-Methoxyphenol) mit 9,98.

## Strukturelle und namentliche Verwandte
| Struktur von Syringol | Struktur von Syringaalkohol | Struktur von Syringaldehyd | Struktur von Syringasäure | Struktur von Acetosyringon |
| Syringol              | Syringaalkohol              | Syringaldehyd              | Syringasäure              | Acetosyringon              |

## Verwendung
Der Aldehyd wird als Zwischenprodukt in chemischen Synthesen und als Duftstoff in der Parfümerie eingesetzt.
Syringaldehyd findet wegen seiner vielfältigen Bioaktivitäten ebenso wie wegen seiner Brauchbarkeit als Molekülbaustein für diverse Wirkstoffsynthesen zunehmendes Interesse. Als natürliches Antioxidans hemmt Syringaldehyd wirksam die Oxidation von  ungesättigten Ölen und Lecithinen.
Syringaldehyd wirkt zudem hemmend auf das Wachstum der Xylit-produzierenden Hefe Candida guilliermondii. Die bisher bestimmten antimikrobiellen und enzymhemmenden Wirksamkeiten von Syringaldehyd sind gegenüber Standardvergleichssubstanzen relativ schwach.
Da Syringaldehyd auch bei der Pyrolyse von Lignin, z. B. beim Verbrennen von Hartholz entsteht, kann Syringaldehyd als molekularer Marker für Rauchemissionen in die Atmosphäre  verwendet werden.
Syringaldehyd ist ein Ausgangsstoff für 3,4,5-Trimethoxybenzaldehyd, einer Schlüsselverbindung zur Synthese des Antibiotikums Trimethoprim. Nach einer neueren Vorschrift wird die Zielverbindung aus p-Kresol über das Natriumsalz des Syringaldehyds in einer Gesamtausbeute von 67,4 % erhalten.
Die Knoevenagel-Reaktion von Syringaldehyd mit Bis(2-ethylhexyl)malonat (durch Umesterung von Malonsäurediethylester mit 2-Ethylhexanol) in Gegenwart von Piperidin-Essigsäure liefert in 91%iger Ausbeute Bis(2-ethylhexyl)-3,5-dimethoxy-4-hydroxy-benzylidenmalonat (DESM, Oxynex ST).
Es wird als Photostabilisator und Antioxidans in kosmetischen Zubereitungen verwendet, insbesondere zur Stabilisierung von UV-Filtern, wie z. B. Avobenzon in Sonnenschutzmitteln.
Die katalytische Hydrierung der Benzylidenfunktion führt zu Bis(2-ethylhexyl)-3,5-dimethoxy-4-hydroxy-benzylmalonat (HDBM, Ronacare AP), das die durch UV-, VIS- und Nahinfrarot-Licht ausgelöste Bildung reaktiver Sauerstoffradikale (ROS) wirksam unterdrückt und daher Anwendung in Kosmetika mit Lichtschutzfunktion findet.